# アリサン・ポーター
アリサン・ポーター（Alisan Porter, 1981年6月20日 - ）は、アメリカ合衆国の女優・子役。

## 来歴
1980年、マサチューセッツ州ウースターに生まれる。ユダヤ系の家庭で、父親のジョゼフ・クラインはユダヤ系教会のラビで、母親のローラ・クラインはダンスのコーチだった。3歳から舞台に立ち、5歳のときにテレビのスター発掘番組『Star Search』へ出場し、最年少で優勝した。。1987年から、ピーウィー・ハーマンがホストのテレビ番組『ピーウィーのプレイハウス』などへ出演し、キャリアをスタート。
1989年にはスティーヴ・マーティン主演のコメディ映画『バックマン家の人々』で映画デビューを果たした。1991年に製作されたコメディ映画『カーリー・スー』では、タイトルロールのカーリー・スーを演じている。同作品ではヤング・アーティスト・アワードの子役部門における最優秀主演女優賞を受賞した。しかし、その後は学業に専念し、1999年にテレビドラマで復帰したが、2008年のエディ・マーフィ主演の『デイブは宇宙船』に出演して以降、女優業は休止状態である。

### 私生活
2012年に、俳優のBrian Autenriethと結婚し、現在は2児の母親でもある。

## 出演作品

### 映画
- バックマン家の人々 Parenthood (1989)
- ステラ Stella (1990)
- 殺したいほどアイ・ラブ・ユー I Love You to Death (1990)
- When You Remember Me (1990) ※テレビ映画
- カーリー・スー Curly Sue (1991)
- Shrink Rap (2003)
- The Ten Commandments: The Musical (2006)
- デイブは宇宙船 Meet Dave (2008)

### テレビドラマ
- I'll Take Manhattan (1987)
- ピーウィーのプレイハウス Pee-wee's Playhouse (1987)
- ファミリータイズ Family Ties (1987)
- ホームシック Homesick (1988)
- チキン・スープ Chicken Soup (1989)
- パーフェクト・ストレンジャー Perfect Strangers (1990)
- ゴールデン・ガールズ The Golden Girls (1991)
- Undressed (1999)